# Brian Dzingai
Brian Dzingai (né le 29 avril 1981 à Harare) est un athlète zimbabwéen spécialiste du 200 mètres.

## Carrière sportive
Brian Dzingai prend la sixième place des Championnats d'Afrique d'athlétisme 2006 avant de remporter la médaille de bronze du relais 4×100 m des Jeux panafricains 2007 d'Alger. Il participe aux Championnats du monde 2003 et 2005 et aux Jeux olympiques de 2004 mais ne parvient pas à se qualifier pour la finale.
Porte-drapeau de la délégation du Zimbabwe lors des Jeux olympiques d'été de 2008 à Pékin, Dzingai participe à l'épreuve du 200 m. Il remporte ses deux premières courses en respectivement 20 s 25 et 20 s 23, devançant notamment le Britannique Christian Malcolm au premier tour et l'Américain Walter Dix en quart de finale. Il prend ensuite la deuxième place de sa demi-finale derrière Churandy Martina, établissant à l'occasion son meilleur temps de l'année avec 20 s 17. Le 20 août 2008, Dzingai se classe quatrième de la finale en 20 s 22, bénéficiant des disqualifications de Churandy Martina et de Wallace Spearmon. En fin de saison 2008, le Zimbabwéen prend la sixième place de la Finale mondiale de l'athlétisme à Stuttgart.

## Records personnels
- 100 m : 10 s 19 (-0,30 m/s), Daegu (25/09/2008)
- 200 m : 20 s 12 (+1,90 m/s), Austin (10/06/2004)
- 400 m : 48 s 96, Tallahassee (11/04/2009)